# Lauren Hoffman
Lauren Hoffman (* 30. März 1999) ist eine philippinisch-US-amerikanische Leichtathletin, die sich auf den 400-Meter-Hürdenlauf spezialisiert hat und seit Oktober 2023 für die Philippinen startberechtigt ist.

## Sportliche Laufbahn
Lauren Hoffman wurde in den Vereinigten Staaten geboren und wuchs in Haymarket, Virginia auf. Sie absolvierte ein Studium an der Duke University und 2023 nahm sie für die Philippinen an den Asienspielen in Hangzhou teil. Dort belegte sie in 57,21 s den fünften Platz über 400 m Hürden und gelangte auch mit der philippinischen 4-mal-400-Meter-Staffel mit 3:40,78 min auf Rang fünf. Im Jahr darauf schied sie bei den Hallenweltmeisterschaften in Glasgow mit 54,66 s in der ersten Runde im 400-Meter-Lauf aus und im August schied sie bei den Olympischen Sommerspielen in Paris mit 58,28 s in der Hoffnungsrunde über 400 m Hürden aus. 2025 verpasste sie bei den Asienmeisterschaften in Gumi mit 58,31 s den Finaleinzug.
2024 wurde Hoffman philippinische Meisterin im 100- und 400-Meter-Hürdenlauf.

## Persönliche Bestleistungen
- 400 Meter: 53,71 s, 9. Februar 2024 in Clemson (philippinischer Rekord)
- 100 m Hürden: 13,34 s (0,0 m/s), 8. Mai 2024 in Pasig City (philippinischer Rekord)
  - 60 m Hürden (Halle): 8,54 s, 22. Februar 2019 in Blacksburg
- 400 m Hürden: 55,47 s, 9. Juni 2022 in Eugene